# HD 400
HD 400 — звезда, которая находится в созвездии Андромеда на расстоянии около 103,5 световых лет от нас.

## Характеристики
HD 400 — звезда 6,21m величины. Впервые в астрономической литературе она упоминается в каталоге Генри Дрейпера, изданном в начале XX века. Это жёлто-белый субгигант, имеющий массу, равную 1,09 массы Солнца. Возраст звезды оценивается приблизительно в 6,1 миллиардов лет. Планет в данной системе пока обнаружено не было.